# جاستین رابرتز
جاستین جیسون رابرتز (به انگلیسی: Justin Jason Roberts) یک کشتی‌گیر حرفه‌ای آمریکایی متولد ۲۹ دسامبر ۱۹۷۹ (میلادی) است که با نام جاستین رابرتز، در مسابقات کشتی حرفه‌ای شرکت می‌کند. رابرتز از سال ۱۹۹۶، تاکنون در این رشته، و در مسابقات نوع راو فعال بوده‌است.